# قود الرظام

تعديل مصدري - تعديل

قود الرظام هي إحدى قرى عزلة القارة بمديرية رصد التابعة لمحافظة أبين، بلغ تعداد سكانها 172 نسمة حسب تعداد اليمن لعام 2004.